# 장안로 (화성시)
장안로(Jangan-ro)는 경기도 화성시 우정교차로에서 화성시를 잇는 36.3km의 도로이다.

## 주요 경유지
- 화성시 (우정읍 . 장안면 . 향남읍)

## 노선
| 이름               | 접속 노선                           | 소재지 | 소재지 | 비고 |
| ------------------ | ----------------------------------- | ------ | ------ | ---- |
| 우정교차로         | 쌍봉로                              | 화성시 | 우정읍 |      |
| (이름없음)         | 포승장안로                          | 화성시 | 우정읍 |      |
| 어은교차로         | 국가지원지방도 제82호선 (3.1만세로) | 화성시 | 장안면 |      |
| 어은2교            |                                     | 화성시 | 장안면 |      |
| 독정교차로         | 수정로                              | 화성시 | 장안면 |      |
| 풍무교차로         | 남양호수로                          | 화성시 | 장안면 |      |
| 풍무대교           |                                     | 화성시 | 장안면 |      |
| 향남읍             |                                     | 화성시 |        |      |
| 상신지하차도교차로 | 국도 제39호선 (서해로)              | 화성시 |        |      |

## 주요 건물및 시설
- CU 화성삼괴점 (장안로 36/조암리 186-1)
- 타이어프로 어은리점 (장안로 97/어은리 363-19)
- 기아오토큐 장안모터스 (장안로 300/독정리 763-18)
- 장안모터스 (장안로 300/독정리 763-18)
- GS25 화성장안로점 (장안로 362-36/독정리 708-6)
- 현대독정카센터 (장안로 368-4/독정리 708-3)
- 경동택배 화성향남상신 1150영업소 (장안로 850/상신리 1150-20)
- CU 향남상신로드점 (장안로 851/상신리 1150-17)
- GS25 향남장안로점 (장안로 894/상신리 944-4)